# コンプリート・コミュニティ
コンプリート・コミュニティ（Complete communities）とは、土地利用計画、交通計画、コミュニティデザインの統合によって、経済力、文化、政治的イデオロギーに関わらず、地域社会（コミュニティ）の全住民の基本ニーズを満たすための都市計画、農村計画上の概念である。
多くのコミュニティがコミュニティ計画の一部としてこの概念を利用するが、解釈はそれぞれである。 コンプリート・コミュニティの考え方は、田園都市運動に始まる初期の計画理論から始まり、スマートグロースを含む現代的な計画手法の一部となっている。

## 沿革
田園都市運動は、多様な住宅タイプと用途を混ぜることで、多様なメンバーを含む地域社会を創ることを提唱した 。しかし、都市のスプロール化と、社会的、環境的、健康への悪影響が生じた。そこで理論は都市部への集積に方向転換し、スマートグロース、ニューアーバニズム、持続可能な開発などが取り入れられた結果「コンパクトな」高密度コミュニティが提唱され、コンプリート・コミュニティにつながる活動と土地利用の混合を促した。
現代の都市計画におけるコンパクトでコンプリート・コミュニティは、カリフォルニア州地方政府委員会によって作成された文書から始まり、スマートグロースとニューアーバニズムの基礎となる2つのアワニー原則で要約されている。
1. すべての計画は、住宅、店舗、職場、学校、公園、住民の日常生活に不可欠な公共施設を含む、自己完結したコミュニティの形で行われるべきである。
2. コミュニティの規模は、住宅、仕事、日常のニーズ、その他が徒歩圏内に設計されるべきである[2]。

1970年代以降、カナダの都市計画政策は、コミュニティの魅力で効率を高めるため、コンパクトな形態、複合用途、高集積、多様な住宅タイプ化を進めた。北米では世帯は小さくなり、形態も変わり、社会的にも経済的にも多様化しているからである。一方、国内の一部で住宅が激しく値上がりし、その結果宅地が縮小し、集合住宅といった選択肢が増え、郊外の密度が増した。
郊外開発では、白人中産階級の核家族化が、同じ景観を各所に作ることとなり、それが批判されてい
きたのである。
そこで、多様性を育む新しいコミュニティの設計を通じて、異なる形態が創られ、社会的な多様性が生まれ手頃な住宅価格になることが期待された。
コンプリート・コミュニティの4つの要素（生活、仕事、移動、繁栄）で都市を評価すると、ニューヨーク市とサンフランシスコが上位にランクされ、アトランタとダラスはかなり低いランクであった。

## 各項目の定義
「コンプリート・コミュニティ」は、社会的孤立の問題、非効率的な土地利用に対処し、多様な世帯のニーズを満たす方法と見なされている。
コンプリート・コミュニティの共通定義は、人々が住み、働き、遊び、自動車を家に置いて徒歩や公共交通を利用する場所である。これは、多様な住宅構成によって支えられている。各コミュニティは、コミュニティ計画の一部として独自の解釈をするが、いくつかの項目には定義がある。

### 高集積化
コンプリート・コミュニティは、5分以内の徒歩圏内でのサービスへのアクセスで判別される。郊外に拡散するスプロール化とは逆となる

### 多様な住宅構成
カナダでは、多くの自治体が、州および地域の政策からの指示に基づいて、コンプリート・コミュニティを創出するため、多様な住宅タイプで構成されている。

### 多様な土地利用構成
コンプリート・コミュニティは、既存の近隣地域内での高密度化を提唱し、利用者にサービスを提供するが、ゾーニング規制と対立することがある 。
コンプリート・コミュニティには、多様な用途とデザインを考慮した建設を促進しないゾーニングと条例が障害になる
。

### 雇用機会
コンプリート・コミュニティの開発の中心的な目標の1つは、コミュニティ内で働き、生活する労働力とともに、雇用機会の集中を促すことである 。これは、ベッドタウンで起きる悪影響への対策と考えられている。

### 交通手段
郊外が成長するにつれて、自動車を優先する道路も成長した。特に米国では、拡大した都市圏は貧弱な都心郊外(inner-suburb)になり、近隣地域、施設、公園、町の中心部とのつながりを破壊した。計画担当者は、コンパクトな形態の多様な住宅が、住民の移動の容易な交通結節点を中心に配置されるコミュニティ計画を提唱し始めた。さらに、一部の交通計画担当者は、あらゆる年齢、能力、所得、人種構成の人々が使える、包括的なマルチモーダルで公平な交通によって、つながりのあるコミュニティの計画をさらに一歩進めている。

## 議論/批判
コンプリート・コミュニティの一般的な定義はあるものの、異なる意味を持つことがある。多くの自治体計画内では、「コンプリート・コミュニティ」は都市の義務を意味するが、コミュニティという用語の定義はないため、特定のコミュニティの目標に応じて、多くの異なる目的にこの用語が使用されることになる。
多くの都市計画家は、都市政策を多様な住宅構成を生み出すために利用しようとするが、一部の批評家は、郊外地域における集合住宅を増加させているのは、実際には計画担当者や政策立案者ではなく、市場の圧力(market pressures)であると主張する[14]。
ほとんどの開発業者はコンプリート・コミュニティという用語は使用しないが、大規模なマスタープラン開発業者の多くは、競争力を維持し、販売する方法や多様な住宅タイプの提供において、コミュニティに言及する。

## 適用例
以下は、計画にコンプリート・コミュニティの語が記述されている都市例である
- カークランド (ワシントン州)

以下は、コンプリート・コミュニティの概念に基づいて計画プロセスを経た、または現在経ている都市の例である。
- メトロバンクーバー (ブリティッシュコロンビア州)[30]
- ノースバンクーバー (ブリティッシュコロンビア州)[31]
- ウィニペグ (マニトバ州)[32]
- Greater en:Golden Horseshoe(オンタリオ州)[33][34]
- オースティン (テキサス州)[35]
- ブリティッシュコロンビア大学バンクーバー校 (ブリティッシュコロンビア州)[36]
- ナナイモ (ブリティッシュコロンビア州)[37]
- Town of Gibsons (ブリティッシュコロンビア州)[38]
- City of St. Albert (アルバータ州)[39]